# Шамро Зоя Опанасівна
Зоя Опанасівна Шамро (нар.28 червня 1930, місто Кисловодськ, тепер Російська Федерація, РРФСР (тепер Російська Федерація) — українська радянська діячка, доцент, завідувачка кафедри фізики Миколаївського державного педагогічного інституту. Депутат Верховної Ради УРСР 9-го скликання. Кандидат фізико-математичних наук.

## Біографія
У 1951 році закінчила Ленінградський державний педагогічний інститут імені Герцена, в якому ж у 1954 році захистила дисертацію та отримала вчений ступінь кандидата фізико-математичних наук.
З 1955 року — викладач, старший викладач, доцент кафедри фізики Миколаївського державного педагогічного інституту імені Бєлінського.
З 1965 року — завідувач кафедри фізики Миколаївського державного педагогічного інституту імені Бєлінського.
Працювала доцентом кафедри фізики Миколаївського національного університету імені Сухомлинського.
Потім — на пенсії в місті Миколаєві.

## Нагороди
- орден За заслуги ІІІ ст. (4.10.2013)
- ордени
- медалі